# 布什曼恩
布什曼恩（法語：Bouchemaine，法語發音：[buʃmɛn] ⓘ，意为“曼恩河口”）是法国曼恩-卢瓦尔省的一个市镇，位于该省中部，属于昂热区。

## 地理
布什曼恩（47°25'21"N, 0°36'35"W）面积19.81 平方千米，位于法国卢瓦尔河地区大区曼恩-卢瓦尔省，该省份为法国西部内陆省份，大致对应安茹地区，北起顺时针与马耶讷省、萨尔特省、安德尔-卢瓦尔省、维埃纳省、德塞夫勒省、旺代省、大西洋卢瓦尔省和伊勒-维莱讷省接壤。
与布什曼恩接壤的市镇（或旧市镇、城区）包括：昂热、博库泽、德内、卢瓦尔河畔圣热姆、萨沃尼耶尔、圣莱热德利尼耶尔。

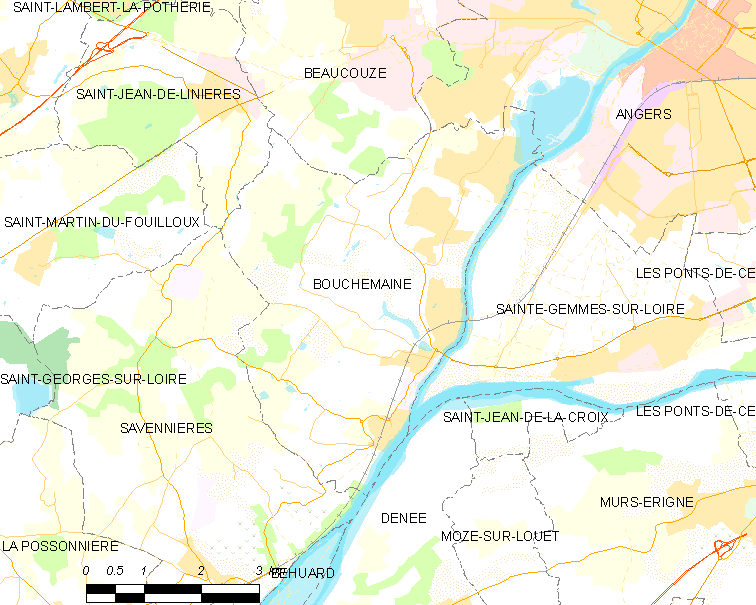
布什曼恩的OSM定位图

布什曼恩的时区为UTC+01:00、UTC+02:00（夏令时）。

## 行政
布什曼恩的邮政编码为49080，INSEE市镇编码为49035。

## 政治
布什曼恩所属的省级选区为昂热第二县。

## 人口

1962-2008年间布什曼恩人口变化图示

布什曼恩于2022年1月1日时的人口数量为6635人。